# أدولف دوماس
أدولف دوماس (بالفرنسية: Adolphe Dumas)‏ هو كاتب مسرحي وكاتب وشاعر فرنسي، ولد في 18 ديسمبر 1805 في Caumont-sur-Durance ‏ في فرنسا، وتوفي في 15 أغسطس 1861 في دييب في فرنسا.